# Lockwood Island
Pour les articles homonymes, voir Lockwood.
Ne doit pas être confondu avec Lock Wood Island.
Lockwood Island (en danois : Lockwood Ø), est une île de la mer de Lincoln au Groenland faisant partie administrativement du parc national du Nord-Est du Groenland. 
Lockwood est l'île côtière la plus septentrionale du Groenland. Les eaux autour de l'île sont gelées toute l'année.

## Géographie
Lockwood est située à l'embouchure du fjord Weyprecht, sa rive ouest formant le côté est de la zone à l'entrée du fjord. L'île s'élève à une hauteur de 760 m au mont Schley,. 
Cape Christiansen (en) est le promontoire de son extrémité nord et la petite île Brainard se trouve à 2,7 km à l'ouest de la rive ouest de l'île. Les eaux autour de l'île Lockwood sont gelées la majeure partie de l'année. 

## Histoire
L'île porte le nom de l'explorateur arctique américain James Booth Lockwood (1852-1884). Lockwood et le sergent David Brainard avaient établi un nouveau record de latitude nord sur l'île lors de la dramatique expédition de la baie Lady Franklin dirigée par Adolphus Greely. 